# Volumenkonzentration
Die Volumenkonzentration (Formelzeichen: σ) ist gemäß DIN 1310 eine sogenannte Gehaltsgröße, also eine physikalisch-chemische Größe zur quantitativen Beschreibung der Zusammensetzung von Stoffgemischen/Mischphasen. Hierbei wird das Volumen einer betrachteten Mischungskomponente auf das Gesamtvolumen der Mischphase bezogen.

## Definition und Eigenschaften

### Anwendungsbereich, Definition
Die Gehaltsgröße Volumenkonzentration wird in der Regel nur dann benutzt, wenn die Reinstoffe vor dem Mischvorgang und die Mischphase denselben Aggregatzustand haben, in der Praxis also vor allem bei Gasgemischen und bei Mischungen von Flüssigkeiten (Untergruppe der Lösungen).
Die Volumenkonzentration σi ist definiert als Wert des Quotienten aus dem Volumen Vi einer betrachteten Mischungskomponente i und dem Gesamtvolumen V der Mischphase:
{\displaystyle \sigma _{i}={\frac {V_{i}}{V}}}

### Abgrenzung

#### Volumenanteil
Vi ist hierbei dasjenige Ausgangsvolumen, welches der Reinstoff i vor dem Mischvorgang bei gleichem Druck und gleicher Temperatur wie im Stoffgemisch einnimmt. V ist das tatsächliche Gesamtvolumen der Mischphase nach dem Mischvorgang. Hierin liegt der Unterschied zur verwandten Gehaltsgröße Volumenanteil φi, dort wird die Summe der Ausgangsvolumina aller Mischungskomponenten (Gesamtvolumen V0 vor dem Mischvorgang) als Bezug genommen. Zwischen diesen beiden Gesamtvolumen-Begriffen und somit auch den beiden Gehaltsgrößen Volumenkonzentration σi und Volumenanteil φi können bei nichtidealen Mischungen Differenzen auftreten infolge Volumenverminderung (Volumenkontraktion; σi > φi; Exzessvolumen VE = V − V0 negativ) oder Volumenvergrößerung (Volumendilatation; σi < φi; Exzessvolumen VE positiv) beim Mischvorgang. In der Praxis wird häufig nicht scharf zwischen den beiden Gehaltsgrößen Volumenkonzentration und Volumenanteil differenziert, aus Unkenntnis der Unterschiede bzw. weil derartige Volumenänderungen beim Vermischen – und damit numerische Abweichungen zwischen beiden Gehaltsgrößen – oft relativ gering ausfallen (z. B. maximal rund 4 % Volumenkontraktion bei Mischungen aus Ethanol und Wasser bei Raumtemperatur; anders jedoch bei übertragener Anwendung auf granulare Gemische mit großem Korngrößenunterschied: so mischen sich etwa ein Kubikmeter grober Kies und ein Kubikmeter Sand zu unter eineinhalb Kubikmeter Gemenge, weil der Sand die freien Volumina der Kiesschüttung auffüllt).

#### Volumenverhältnis
Eine weitere verwandte Gehaltsgröße ist das Volumenverhältnis ψij, bei dem das Ausgangsvolumen einer betrachteten Mischungskomponente i auf das Ausgangsvolumen einer anderen betrachteten Mischungskomponente j bezogen wird.

### Dimension und Maßeinheit
Als Quotient zweier dimensionsgleicher Größen ist die Volumenkonzentration genauso wie der Volumenanteil und das Volumenverhältnis eine Größe der Dimension Zahl und kann Zahlenwerte ≥ 0 annehmen. Sie wird als eine reine Dezimalzahl ohne Maßeinheit angegeben, alternativ auch mit Zusatz eines Bruchs gleicher Einheiten (m3/m3 oder l/l), ggf. kombiniert mit Dezimalpräfixen (z. B. ml/l), oder mit Hilfsmaßeinheiten wie Prozent (% = 1/100), Promille (‰ = 1/1000) oder parts per million (1 ppm = 1/1 000 000). Hierbei ist jedoch die veraltete, uneindeutige, nicht mehr normgerechte Angabe in Volumenprozent (Abkürzung Vol.-%) zu vermeiden.

### Wertebereich
Bei Nichtvorhandensein der Mischungskomponente i (also wenn Vi = 0) ergibt sich der Minimalwert σi = 0 = 0 %. Liegt die Komponente i als Reinstoff vor, nimmt σi den Wert 1 = 100 % an. Im Gegensatz zum Volumenanteil φi ist die Volumenkonzentration σi aber nicht zwangsläufig auf einen Maximalwert von 1 = 100 % begrenzt: Für den Fall, dass das Ausgangsvolumen Vi der Mischungskomponente i größer ist als das Volumen V der Mischphase, kann der Quotient σi = Vi/V Werte größer als 1 annehmen. Dies kann beispielsweise bei (untypischer) Anwendung der Gehaltsgröße Volumenkonzentration auf die Lösung eines Gases (z. B. Ammoniak NH3) in Wasser vorkommen, bei der eine starke Volumenkontraktion eintritt.

### Summe
Die Summation der Volumenkonzentrationen aller Mischungskomponenten ergibt das Verhältnis von Gesamtvolumen V0 vor dem Mischvorgang zu tatsächlichem Gesamtvolumen V der Mischphase nach dem Mischvorgang. Dieses Verhältnis entspricht dem Verhältnis von Volumenkonzentration zu Volumenanteil für eine betrachtete Mischungskomponente i. Es beträgt nur bei idealen Mischungen genau 1 und weicht ansonsten von 1 ab. In nachfolgender Übersichtstabelle ist dies in der letzten Spalte formuliert für ein allgemeines Stoffgemisch aus insgesamt Z Komponenten (Index z als allgemeiner Laufindex für die Summenbildung, schließt betrachtete Mischungskomponente i mit ein):
|                    | {\displaystyle \sigma _{i}{\text{ vs. }}\varphi _{i}} | {\displaystyle V^{\mathrm {E} }=V-V_{0}} | {\displaystyle \sum _{z=1}^{Z}\sigma _{z}={\frac {V_{0}}{V}}={\frac {\sigma _{i}}{\varphi _{i}}}} |
| ------------------ | ----------------------------------------------------- | ---------------------------------------- | ------------------------------------------------------------------------------------------------- |
| Volumenkontraktion | {\displaystyle \sigma _{i}>\varphi _{i}}              | {\displaystyle <0}                       | {\displaystyle >1}                                                                                |
| ideale Mischung    | {\displaystyle \sigma _{i}=\varphi _{i}}              | {\displaystyle =0}                       | {\displaystyle =1}                                                                                |
| Volumendilatation  | {\displaystyle \sigma _{i}<\varphi _{i}}              | {\displaystyle >0}                       | {\displaystyle <1}                                                                                |

σi = Volumenkonzentration der betrachteten Mischungskomponente i
φi = Volumenanteil der betrachteten Mischungskomponente i
VE = Exzessvolumen
V = tatsächliches Gesamtvolumen der Mischphase nach dem Mischvorgang
V0 = Gesamtvolumen vor dem Mischvorgang (Summe der Ausgangsvolumina aller Mischungskomponenten)
Die Tatsache, dass bei idealen Mischungen die Summe der Volumenkonzentrationen aller Mischungskomponenten 1 = 100 % beträgt, hat zur Folge, dass in diesem Fall die Kenntnis bzw. Ermittlung der Volumenkonzentrationen von Z − 1 Komponenten ausreicht (bei einem Zweistoffgemisch also die Volumenkonzentration einer Komponente), da sich die Volumenkonzentration der verbleibenden Komponente einfach durch Differenzbildung zu 1 = 100 % berechnen lässt.

### Temperaturabhängigkeit
Der Wert der Volumenkonzentration für ein Stoffgemisch gegebener Zusammensetzung ist – wie bei allen volumenbezogenen Gehaltsgrößen (Konzentrationen, Volumenanteil, Volumenverhältnis) – im Allgemeinen temperaturabhängig, sodass zu einer eindeutigen Angabe der Volumenkonzentration daher auch die Nennung der zugehörigen Temperatur gehört. Grund hierfür sind (bei isobarer Temperaturänderung) Unterschiede in den thermischen Raumausdehnungskoeffizienten γ der betrachteten Mischungskomponente und der Mischphase. (Beispielwerte unter Alkoholgehalt.) Bei idealen Gasen und deren Gemischen ist der Raumausdehnungskoeffizient γ jedoch einheitlich (Kehrwert der absoluten Temperatur T: {\displaystyle \gamma _{\text{ideales Gas}}={\tfrac {1}{T}}}), sodass dort die Volumenkonzentration nicht temperaturabhängig ist. Bei Mischungen realer Gase ist die Temperaturabhängigkeit meist gering.

## Zusammenhänge mit anderen Gehaltsgrößen
In der folgenden Tabelle sind die Beziehungen der Volumenkonzentration σi mit den anderen in der DIN 1310 definierten Gehaltsgrößen in Form von Größengleichungen zusammengestellt. Dabei stehen die mit einem Index versehenen Formelzeichen M bzw. ρ für die molare Masse bzw. Dichte (bei gleichem Druck und gleicher Temperatur wie im Stoffgemisch) des jeweiligen durch den Index bezeichneten Reinstoffs. Das Formelzeichen ρ ohne Index repräsentiert die Dichte der Mischphase. Der Index z dient wie oben als allgemeiner Laufindex für die Summenbildungen und schließt i mit ein.
NA ist die Avogadro-Konstante (NA ≈ 6,022·1023 mol−1).
|                           | Massen-… | Stoffmengen-… | Teilchenzahl-… | Volumen-… |
| ------------------------- | --- | --- | --- | --- |
| …-anteil                  | Massenanteil w | Stoffmengenanteil x | Teilchenzahlanteil X | Volumenanteil φ |
| …-anteil                  | {\displaystyle \sigma _{i}=w_{i}\cdot {\frac {\rho }{\rho _{i}}}}                                                                         | {\displaystyle \sigma _{i}={\frac {x_{i}\cdot M_{i}}{\sum _{z=1}^{Z}(x_{z}\cdot M_{z})}}\cdot {\frac {\rho }{\rho _{i}}}} | {\displaystyle \sigma _{i}={\frac {X_{i}\cdot M_{i}}{\sum _{z=1}^{Z}(X_{z}\cdot M_{z})}}\cdot {\frac {\rho }{\rho _{i}}}} | {\displaystyle \sigma _{i}={\frac {\varphi _{i}\cdot \rho }{\sum _{z=1}^{Z}(\varphi _{z}\cdot \rho _{z})}}}         |
| …-konzentration           | Massenkonzentration β | Stoffmengenkonzentration c                                                                                                | Teilchenzahlkonzentration C                                                                                               | Volumenkonzentration σ                                                                                              |
| …-konzentration           | {\displaystyle \sigma _{i}={\frac {\beta _{i}}{\rho _{i}}}}                                                                               | {\displaystyle \sigma _{i}={\frac {c_{i}\cdot M_{i}}{\rho _{i}}}}                                                         | {\displaystyle \sigma _{i}={\frac {C_{i}\cdot M_{i}}{N_{\mathrm {A} }\cdot \rho _{i}}}}                                   | {\displaystyle \sigma _{i}}                                                                                         |
| …-verhältnis              | Massenverhältnis ζ | Stoffmengenverhältnis r                                                                                                   | Teilchenzahlverhältnis R                                                                                                  | Volumenverhältnis ψ                                                                                                 |
| …-verhältnis              | {\displaystyle \sigma _{i}={\frac {1}{\sum _{z=1}^{Z}\zeta _{zi}}}\cdot {\frac {\rho }{\rho _{i}}}}                                       | {\displaystyle \sigma _{i}={\frac {M_{i}}{\sum _{z=1}^{Z}(r_{zi}\cdot M_{z})}}\cdot {\frac {\rho }{\rho _{i}}}}           | {\displaystyle \sigma _{i}={\frac {M_{i}}{\sum _{z=1}^{Z}(R_{zi}\cdot M_{z})}}\cdot {\frac {\rho }{\rho _{i}}}}           | {\displaystyle \sigma _{i}=\psi _{ij}\cdot \sigma _{j}={\frac {\rho }{\sum _{z=1}^{Z}(\psi _{zi}\cdot \rho _{z})}}} |
| Quotient Stoffmenge/Masse | Molalität b | Molalität b | | |
| Quotient Stoffmenge/Masse | {\displaystyle \sigma _{i}=b_{i}\cdot M_{i}\cdot {\frac {\rho _{j}}{\rho _{i}}}\cdot \sigma _{j}} (i = gelöster Stoff, j = Lösungsmittel) | | | |
| Quotient Stoffmenge/Masse | spezifische Partialstoffmenge q | | | |
| Quotient Stoffmenge/Masse | {\displaystyle \sigma _{i}=q_{i}\cdot M_{i}\cdot {\frac {\rho }{\rho _{i}}}}                                                              | | | |

Da das molare Volumen Vm eines Reinstoffes gleich dem Quotienten aus seiner molaren Masse und seiner Dichte ist (bei gegebener Temperatur und gegebenem Druck), können die in vorstehender Tabelle in einigen Gleichungen auftretenden Terme entsprechend ersetzt werden:
{\displaystyle {\frac {M_{i}}{\rho _{i}}}=V_{\mathrm {m} ,i}}
Bei idealen Mischungen stimmen die Werte von Volumenkonzentration σi und Volumenanteil φi überein. Bei Mischungen idealer Gase besteht zusätzlich noch Gleichheit mit dem Stoffmengenanteil xi und dem Teilchenzahlanteil Xi:
{\displaystyle \sigma _{i}=\varphi _{i}{\text{ für ideale Mischungen }}}
{\displaystyle \sigma _{i}=\varphi _{i}=x_{i}=X_{i}{\text{ für Mischungen idealer Gase }}}

## Beispiele

### Gehaltsangabe auf Etiketten alkoholhaltiger Getränke
Ein prominentes Beispiel für die Verwendung von Volumenkonzentrationen ist die Angabe des Alkoholgehalts auf den Etiketten alkoholischer Getränke. Steht beispielsweise auf einem Etikett einer Bierflasche die Angabe „alc. 4,9 % vol“, so bedeutet dies, dass die Ethanol-Volumenkonzentration σEthanol 4,9 % beträgt; in 100 ml Bier sind damit 4,9 ml reines Ethanol enthalten (Referenztemperatur 20 °C; vgl. Volumenprozent#Anwendung).

### Mischung aus Alkohol und Wasser
Betrachtet wird eine Mischung aus gleich großen Ausgangsvolumina reinen Ethanols (Index i) und Wassers (Index j) bei 20 °C. Das Volumenverhältnis beträgt somit 1, die Volumenanteile beider Stoffe sind gleich groß (50 %):
{\displaystyle V_{i}=V_{j}\ \Leftrightarrow \ \psi _{ij}={\frac {V_{i}}{V_{j}}}=1\ \Leftrightarrow \ \varphi _{i}={\frac {V_{i}}{V_{i}+V_{j}}}=\varphi _{j}={\frac {V_{j}}{V_{i}+V_{j}}}=0{,}5=50\ \%}
Mit den Dichten der Reinstoffe und der entstandenen Mischung bei 20 °C folgt für die Volumenkonzentrationen von Ethanol und Wasser (in dem vorliegenden speziellen Fall gleich groß) bei dieser Temperatur:
{\displaystyle \sigma _{i}={\frac {\varphi _{i}\cdot \rho }{\varphi _{i}\cdot \rho _{i}+\varphi _{j}\cdot \rho _{j}}}=\sigma _{j}={\frac {\varphi _{j}\cdot \rho }{\varphi _{i}\cdot \rho _{i}+\varphi _{j}\cdot \rho _{j}}}={\frac {0{,}5\cdot 0{,}9266\ \mathrm {g/cm^{3}} }{0{,}5\cdot 0{,}7893\ \mathrm {g/cm^{3}} +0{,}5\cdot 0{,}9982\ \mathrm {g/cm^{3}} }}=0{,}5184}
Die Volumenkonzentrationen sind größer als die Volumenanteile, es fand also eine Volumenkontraktion beim Vermischen statt. Die Summation der Volumenkonzentrationen ergibt das Verhältnis von Gesamtvolumen V0 = Vi + Vj vor dem Mischvorgang zu tatsächlichem Gesamtvolumen V der Mischung nach dem Mischvorgang:
{\displaystyle \sigma _{i}+\sigma _{j}={\frac {V_{0}}{V}}\approx 1{,}037\ \ {\text{bzw. als Kehrwert ausgedrückt}}\ \ {\frac {V}{V_{0}}}\approx 0{,}965}
Die Volumenkontraktion beträgt also rund 3,5 %, d. h. das Vermischen von beispielsweise 50 ml Ethanol und 50 ml Wasser führt bei 20 °C nicht zu 100 ml Gemisch, sondern nur zu etwa 96,5 ml.